# Club Nacional
 Ikke at forveksle med Club Nacional de Football.
Club Nacional (eller bare Nacional) er en paraguayansk fodboldklub fra hovedstaden Asunción. Klubben spiller i landets bedste liga, Primera División de Paraguay, og har hjemmebane på stadionet Estadio Arsenio Erico. Klubben blev grundlagt den 5. juni 1904, og har siden da vundet ni mesterskaber.

## Titler
- Paraguayansk mesterskab (9): 1909, 1911, 1924, 1926, 1942, 1946, 2009 Clausura, 2011 Apertura, 2013 Apertura.

## Kendte spillere
- Manuel Fleitas Solich (1918–1927)
- Arsenio Erico (1930–1933, 1947–1949)
- Heriberto Herrera (~1950)
- Modesto Sandoval (1965–1968)
- Roberto Acuña (1989–1993)
- Óscar Cardozo (2004–2006)